# Maršíkov

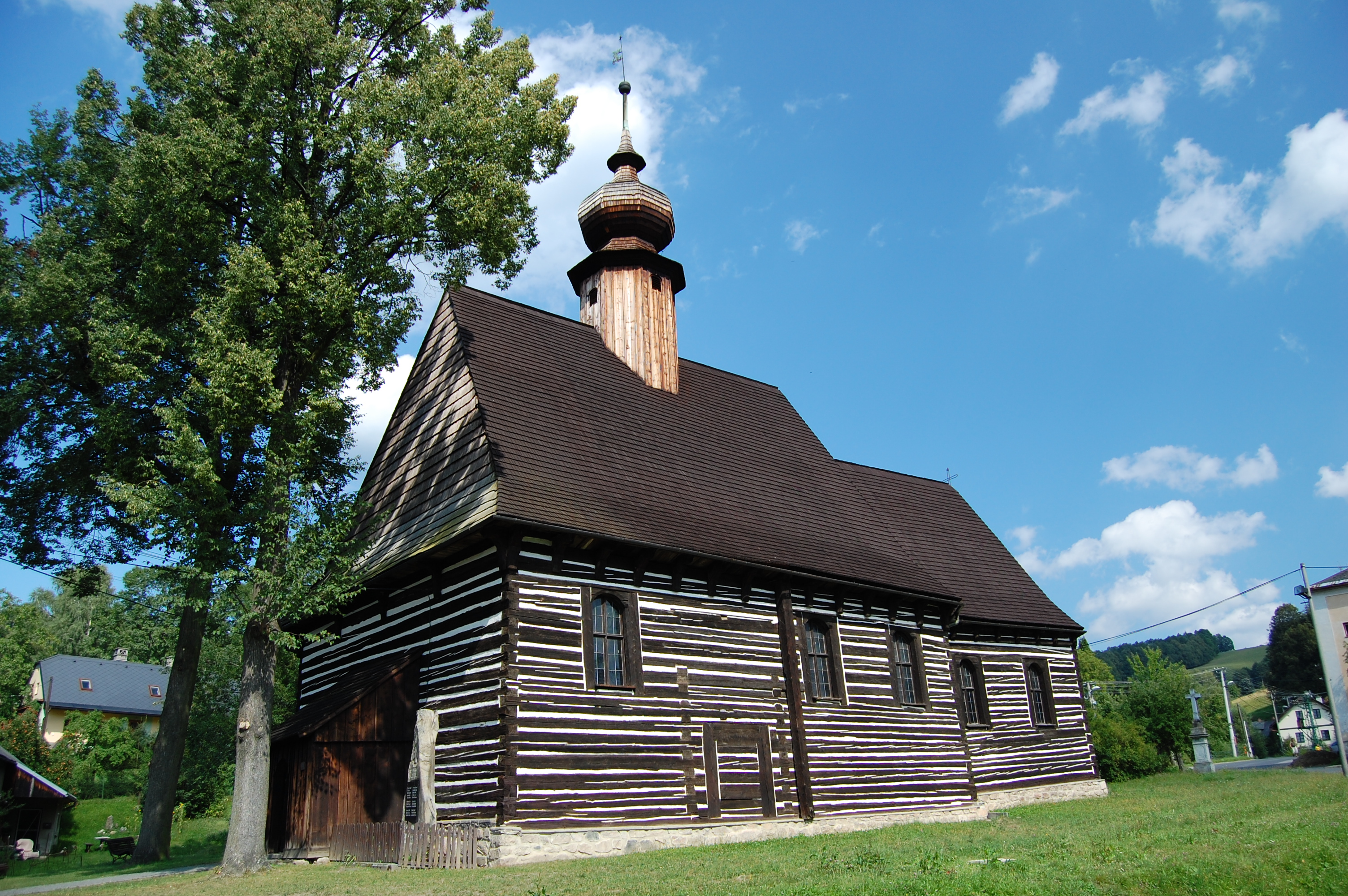
Kostel sv. Michaela

Vesnice Maršíkov (německy Marschendorf) je administrativní součást lázeňské obce Velké Losiny (okres Šumperk). Rozkládá se v zaříznutém údolí Maršíkovského potoka, východně centra Velkých Losin. Je známa především svým dřevěným roubeným kostelem sv. Michaela, který je postaven bez jediného hřebíku.

## Název
Nejstarší písemné doklady názvu vesnice jsou latinské (Marsch(i)onisvilla) a německé (Marschendorf) a ukazují na původní českou předlohu, která mohla znít Maršov, Marchov, Marškov nebo Mařov. Písemně je české jméno poprvé doloženo až z první čtvrtiny 16. století v podobě Mařkov. Tvar Maršíkov se vyvinul z německého Marschendorf (přikloněním k osobnímu jménu Maršík, zdrobnělině jména Mareš, což byla domácká podoba jmen Martin a Marek) a písemně je doložen od 19. století (kdy se souběžně užíval i tvar Maršová).

## Historie
První písemná zmínka o Maršíkovu pochází z roku 1351 (Marschonisvilla), již tehdy byla v Maršíkově fara. Roku 1494 byla vesnice propuštěná z markraběcího léna, v 16. století již náležela k losinskému panství. Počátkem 17. století byla ves od tohoto panství oddělena a připojena k Vízmberku (dnešní Loučná nad Desnou). V roce 1609 si místní evangelíci vybudovali dřevěný kostel, který se dochoval do dneška. Maršíkov byl součástí severomoravského pastvinářství.
Roku 1786 byla na části pozemků postavena osada Nový Maršíkov, která později splynula s obcí. Po roce 1848 se Maršíkov stal součástí soudního okresu Vízmberk. Obec byla nadále čistě zemědělská. Po vzniku první republiky měla v obci největší podporu německá agrární strana, která zvítězila ve volbách roku 1935. I po roce 1945 zůstal Maršíkov zemědělskou obcí.
Po odsunu německého obyvatelstva byl Maršíkov dosídlen obyvateli jiných oblastí. Významné hospodářské objekty např. obsadily rodiny z Valašska (Bylnice, 20 obyvatel, kteří se zde natrvalo usadili – viz Šerý 2008) Maršíkov byl připojen k obci Velké Losiny v roce 1976.

## Školství
Děti zpočátku navštěvovaly farní školu ve Velkých Losinách, kolem roku 1800 se začalo vyučovat po domech a v roce 1833 byla postavena škola v obci, která je nyní obytným rodinným domem. V roce 2006 byla dokončena rekonstrukce budovy (užívaná jako škola) na společenský dům. 

## Vývoj počtu obyvatelstva
Údaje (mimo aktuálního) jsou převzaty z Vlastivědy šumperského okresu.
- 1677 – 54 usedlíků
- 1834 – 640 obyvatel v 92 domech
- 1900 – 615 obyvatel ve 106 domech (vesměs německé národnosti)
- 1950 – 319 obyvatel ve 104 domech
- 1991 – 195 obyvatel v 57 trvale zabydlených domech
- 2008 – 191 obyvatel (k 1. 1. 2008)[7]

## Památky a zajímavosti
- kostel sv. Michaela – dřevěná renesanční roubená stavba z roku 1609
- hornická kaplička – stavba z roku 1856 u cesty do Vernířovic, zajímavé využití místní horniny krupníku
- Rasovna – významné mineralogické naleziště, známé především nálezy chryzoberylu
- bývalý zámek

## Galerie

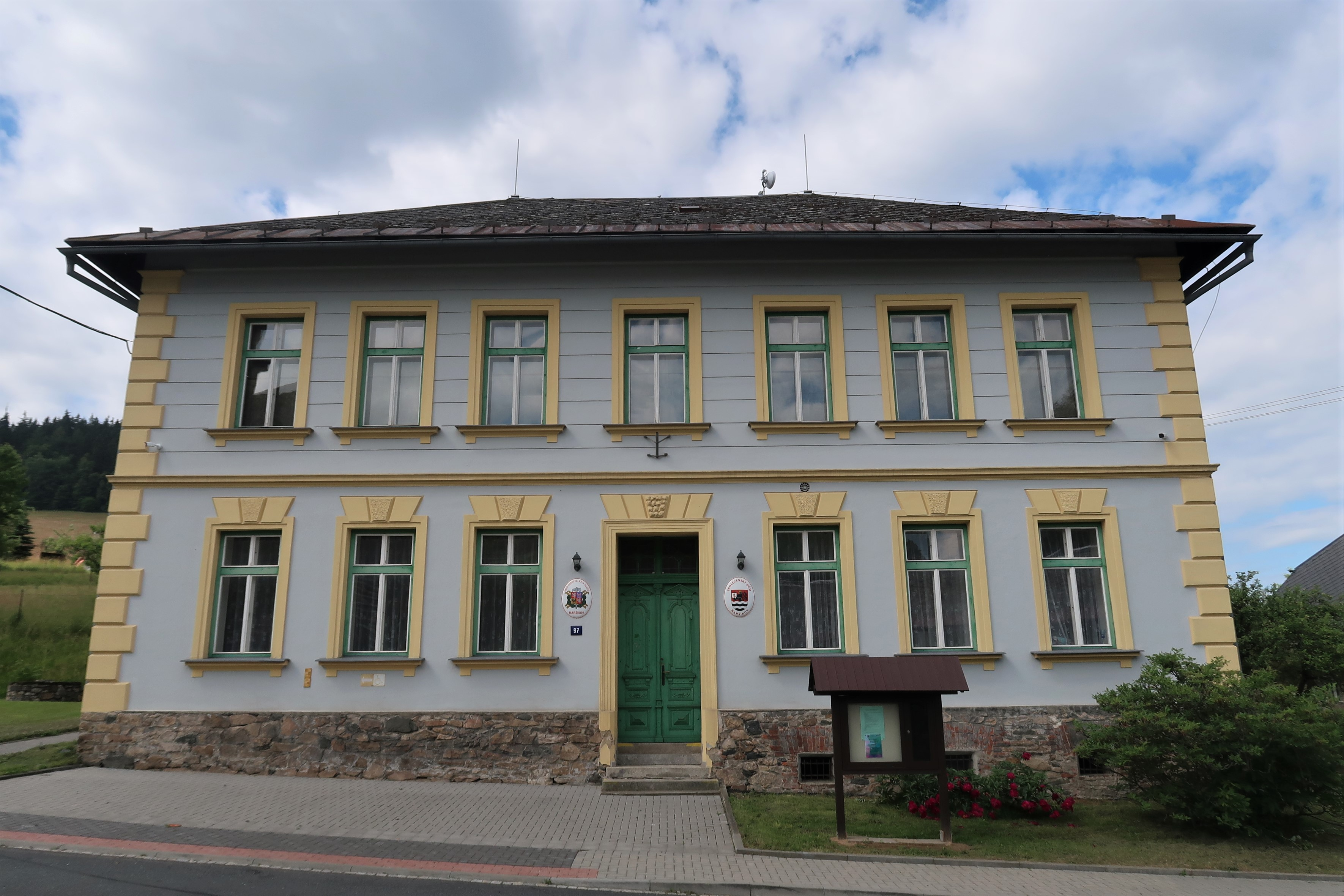
Obecní úřad
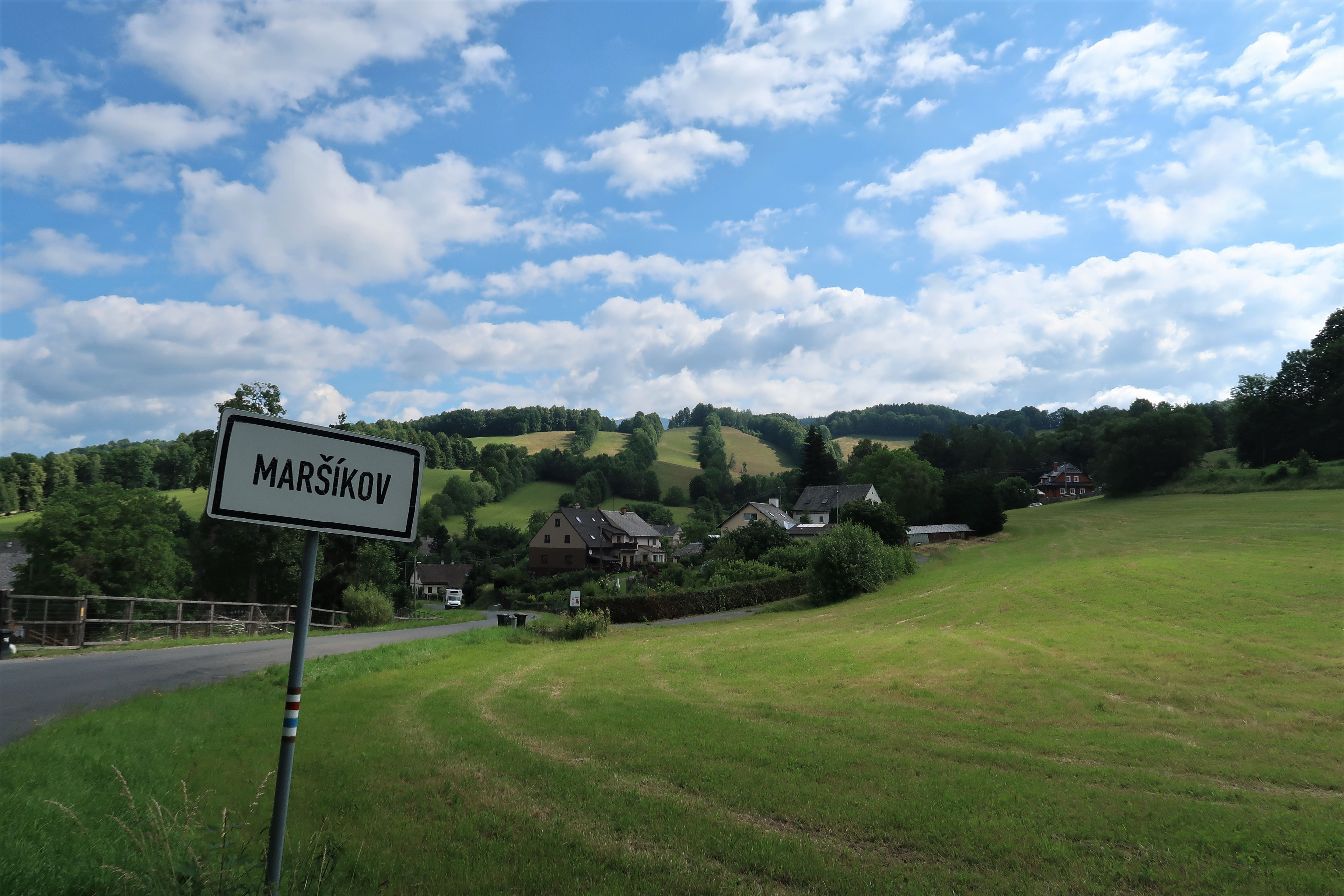
Pohled na Maršíkov cestou od Sobotína
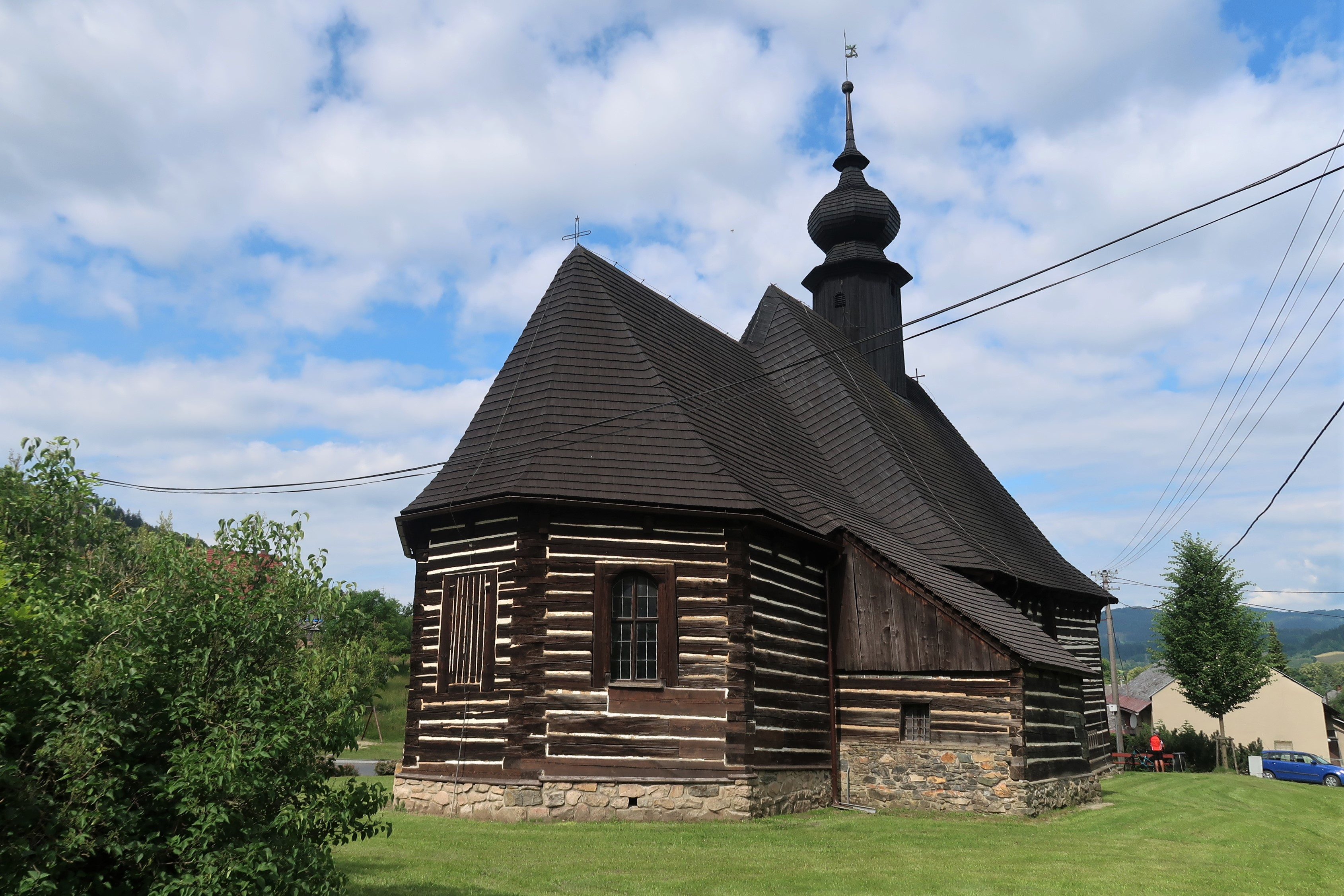
Dřevěný kostel sv. Michaela
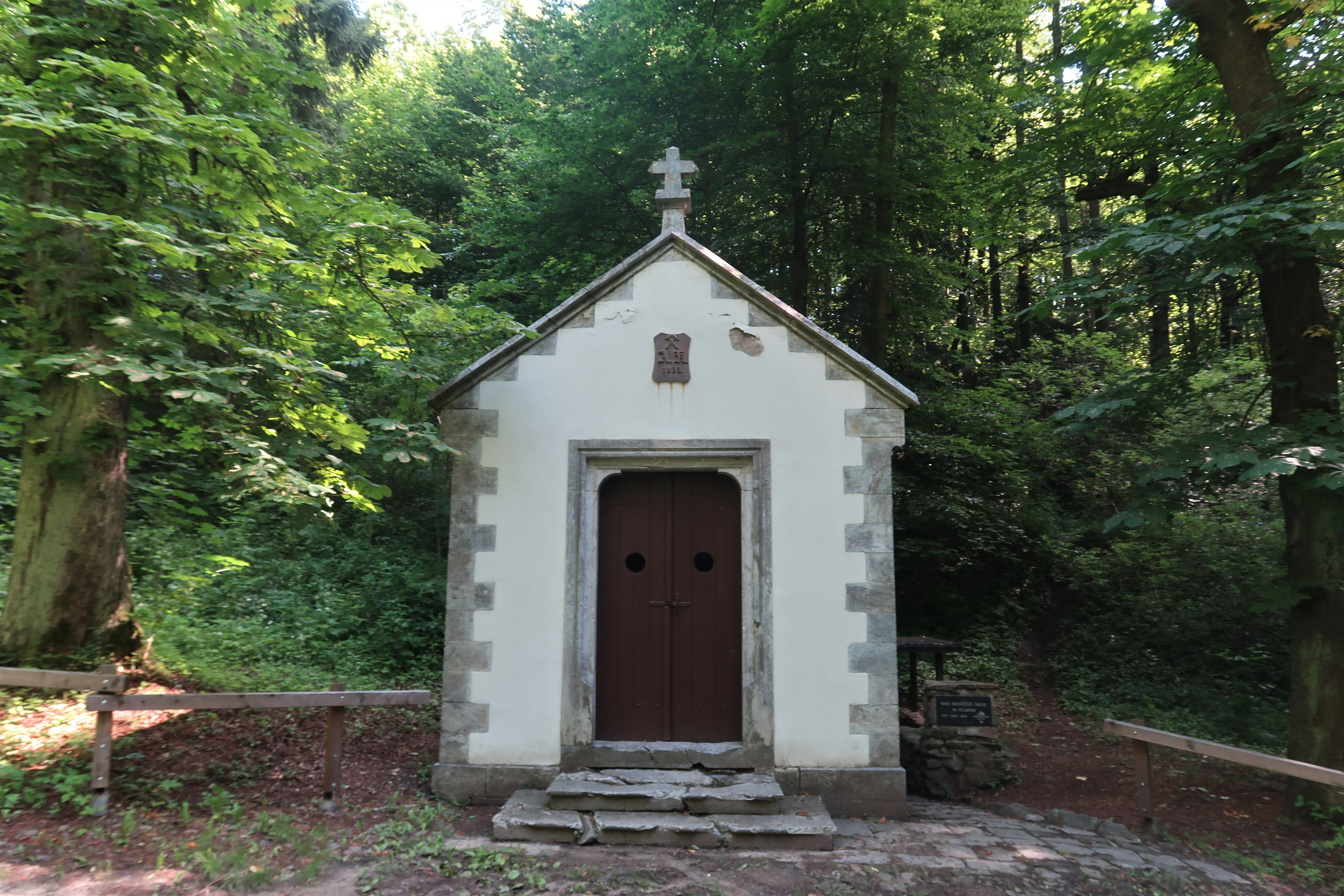
Kaple Nejsvětější Trojice